# Variatie (muziek)
Een variatie is in het algemeen het een- of meermalen herhalen van een muzikaal idee in iets andere vorm dan het origineel. Dat kan een thema betreffen, een karakter, een harmonische progressie, een ritme of metrum, of een combinatie van deze elementen. Ook kan een variatiewerk bestaan uit een 'thema met variaties'. In dat geval betreft de term de variatievorm. Een thema met variaties wordt ook vaak tema con variazioni genoemd, naar het Italiaans.

## Soorten variatiewerken
- Thematische variatie: (vaak in de vorm van een thema gevolgd door variaties)
  - Toevoegen of weglaten van noten aan een melodie (bijvoorbeeld door versieringen)
  - Octaveren of verdubbelen met andere intervallen van een melodie
  - Veranderen van noten of intervallen binnen een melodie
  - Veranderen van ritme of maatsoort
  - Veranderen van instrumentatie of zetting
  - Veranderen van begeleiding
- Karaktervariatie: 
  - Het idee van de originele melodie blijft doorgaans herkenbaar
  - Door verandering van harmonie, toonsoort, begeleiding en/of ritme wordt het karakter veranderd, van bijvoorbeeld lieflijk in opgewekt, droevig enz.
- Variatie op een harmonisch schema
  - Hieronder kan men rekenen: becijferde bassen (barok), jazzimprovisaties, ostinato's, uitgeschreven composities die hieraan voldoen, zoals ook chaconne en passacaglia.
  - De grondharmonie blijft qua sequentie gelijk, echter thema's kunnen totaal verschillend zijn.

## Bekende variatiewerken
- J.S. Bach - Goldberg Variaties, BWV 988
- W.A. Mozart - Variaties op 'Ah, je vous dirai maman' ofwel 'Altijd is Kortjakje ziek'
- L. van Beethoven - Diabelli Variaties
- J. Brahms - Variaties op een thema van Haydn op.56 (1874)
- S. Rachmaninov -  Paganini-variaties, op het thema van de 24e Paganini vioolcaprice.